# John Sharkey, Baron Sharkey

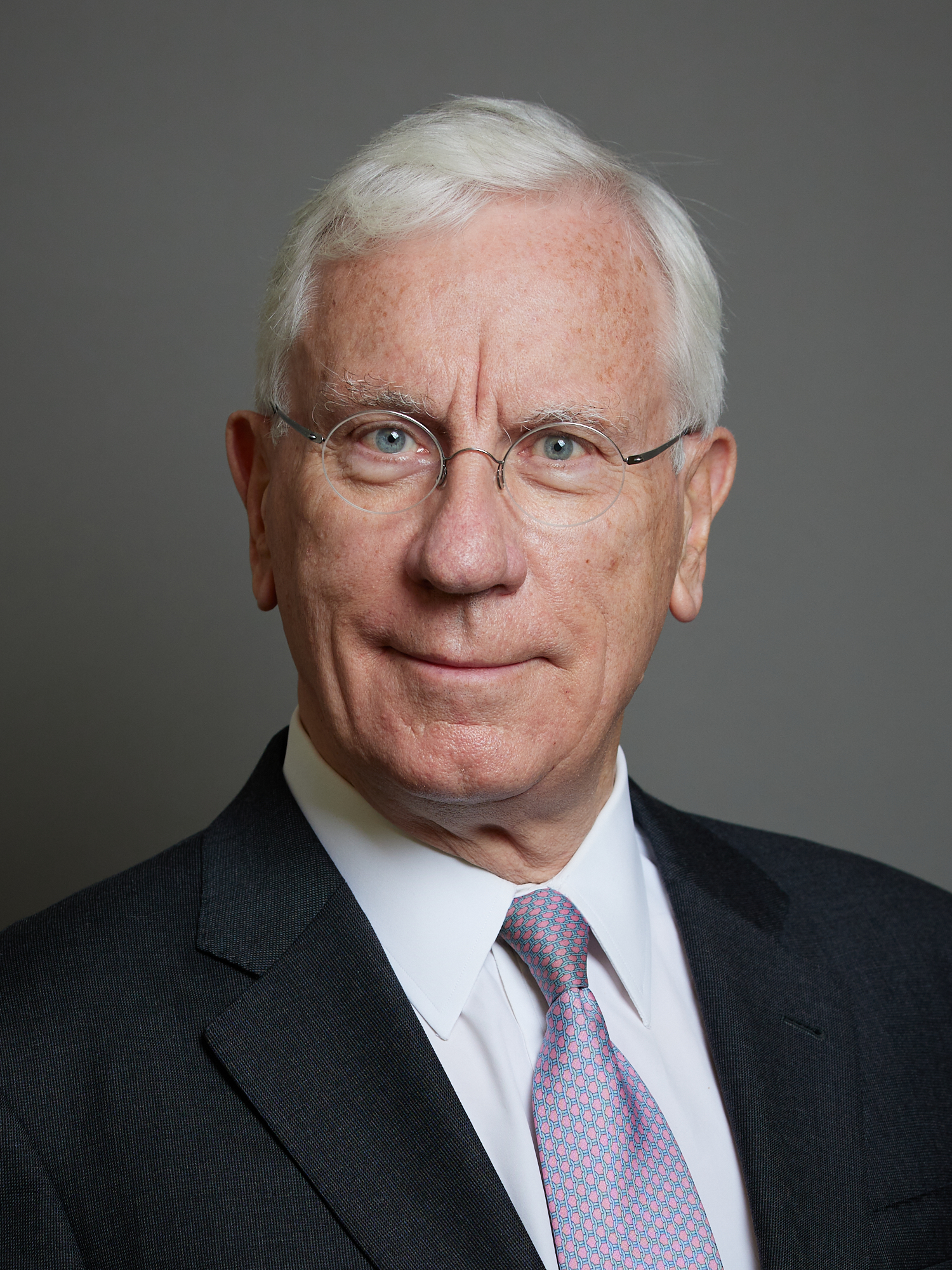
John Sharkey, Baron Sharkey, 2021

John Kevin Sharkey, Baron Sharkey (* 24. September 1947) ist ein britischer Manager und Politiker der Liberal Democrats, der seit 2010 als Life Peer Mitglied des House of Lords ist.

## Leben
Nach Schulbesuch und einem Studium war Sharkey bei der Werbeagentur Benton & Bowles und dann bei KMP tätig, ehe er 1984 zur Werbeagentur Saatchi & Saatchi wechselte. Dort wurde er 1986 zunächst stellvertretender Vorstandsvorsitzender und dann 1987 Geschäftsführender Direktor. Daneben war er Vorstandsvorsitzender der Broad Street Group sowie BDDP und war zwischen 1990 und 1997 Gründungsvorsitzender und Chief Executive Officer (CEO) von Bainsfair Sharkey Trott (BST-BBDP). Nach dem Zusammenschluss von BST-BBDP mit GGT Advertising war er von 1997 bis 1998 Vorstandsvorsitzender der daraus entstandenen Werbeagentur BBDP GGT. Seit 1998 ist er Geschäftsführender Direktor von Europe Manpower plc.
Sharkey war Vorsitzender der Wahlkampfkampagne der Liberal Democrats für die Unterhauswahlen am 6. Mai 2010. Durch ein Letters Patent vom 20. Dezember 2010 wurde Sharkey als Life Peer mit dem Titel Baron Sharkey, of Niton Undercliff in the County of the Isle of Wight, in den Adelsstand erhoben. Kurz darauf erfolgte am 21. Dezember 2010 seine Einführung (Introduction) als Mitglied des House of Lords. Im Oberhaus gehört er zur Fraktion der Liberal Democrats. Daneben war er 2011 Direktor der Kampagne YES! To Fairer Votes für das Wahlrechtsreferendum im Vereinigten Königreich.
2013 brachte er einen Antrag zur Rehabilitation Alan Turings ins Oberhaus ein. Sharkey hatte in den 1960er Jahren in Manchester Mathematik bei Turings einzigem Doktoranden Robin Gandy studiert.